# Divjad
Divjad ali lovna žival je prostoživeča žival (sesalec ali ptica), ki jo je z lovskim dovoljenjem in navadno v določenem časovnem okvirju (obstajajo izjeme), dovoljeno loviti. Lovne dobe, veljavne v Republiki Sloveniji, so opredeljene za posamezne vrste divjadi..
Meso divjadi se imenuje divjačina.